# 京都将棋
京都将棋（きょうとしょうぎ）とは将棋の一種であり、2人で行うボードゲーム（盤上遊戯）の一種である。
1976年に田宮克哉が発表した、ごく新しい将棋である。京都銀閣将棋、京都銀閣金鶏秘譜将棋とも言う。名前の由来は香車の裏がと金になることから、香と（きょうと）と同じ読みの京都を名前として採用したという経緯からとされる。駒を1手ごとに裏返すという斬新なルールで知られる。大山康晴十五世名人が絶賛したとの逸話がある。
特許出願されたが、審査の請求をしなかったために権利化はされていない。
先手がミスをしない限り、先手が必勝となる手順が発見されている（後述）。

## ルール
ほぼ将棋と同様だが、以下の点で異なる。
- 盤面は縦横5マス。自陣・敵陣はない。
- 初期状態では、右図のように駒を配置する。
- 駒は次の5種類。動きは将棋のものと同じ。
  - 玉 - 表が玉、裏には何も書かれてない
  - 香と（きょうと） - 表が香、裏がと
  - 銀角（ぎんかく） - 表が銀、裏が角
  - 金桂（きんけい） - 表が金、裏が桂
  - 飛歩（ひふ） - 表が飛、裏が歩

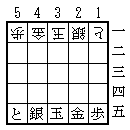
京都将棋の初期配置

- 玉以外の駒は1手動くごとに元の位置・動いた先に関係なくその駒を「必ず」裏返す。将棋の不成のように裏返さないことは許されない。すなわち玉以外の駒は1手ごとに性能が変わる。
- 将棋同様取った駒は打てるが、表裏どちらで打ってもよい。
- 二歩、行き所のない駒、打ち歩詰めはいずれも禁止されていない。
  - もっとも持ち駒は表裏どちらで打ってもよいため、歩を打って詰むのであれば同じ場所に飛で打っても詰むので打ち歩詰めを禁止にしたところでその意味はない。
  - 飛もしくはとを1段目、もしくは金を2段目以内に動かすとそれぞれ歩、香、桂になり動けなくなってしまうがルール違反ではない(通常は自分の駒の働きを自ら断つ行為にメリットはないが、相手の駒を取る場合や、合駒をしたい場合、さらにはパスをしたい場合は有効になる場合もある)。
    - 1段目に歩もしくは香、もしくは2段目以内に桂を打ってもメリットはないが（合駒やパス代わりに打つにしても飛、と、金で打つ方が駒を動かせるので有効である）やはりルール違反ではない。

  - 二歩は歩を打つ他に飛が歩のある筋に動いてできることもあるがいずれもルール違反ではない。
- 千日手は引き分けである。
  - 発生条件は本将棋と同様同一譜面4回である。
  - 連続王手の千日手でも引き分けである。

## 先手必勝の証明
電気通信大学大学院情報理工学研究科の塩田雅弘と伊藤毅志は、2021年に「京都将棋の弱解決」と題した論文を発表し、本ゲームを弱解決 (Weakly solved)した。具体的には、メモリ32GBのAMD Ryzen 9 5950Xを使用した約11時間の計算で、先手が初手1四歩成とした場合に、先手にミスがない限り先手が必勝となることを証明した。
これはどうぶつしょうぎと異なり、存在するすべての合法局面における勝敗とその手順が証明された「強解決（Strongly solved）」ではないため、先手と後手が双方最善を尽くした場合の最短手順は未解決であり、初手1四歩成が本当に最善の手であるかということも示していないが、京都将棋が先手必勝であることを証明するにはこれで十分である。